# Dabronc
Dabronc község Veszprém vármegyében, a Sümegi járásban. A település eredetileg Szent István magyar király korától az 1950-es megyerendezésig Zala vármegyéhez tartozott.

## Fekvése
Veszprém vármegye nyugati határa mentén fekvő település, Vas és Zala vármegyék találkozásánál. A község körjegyzőségi székhelytelepülés, Hetyefő és Zalaerdőd települések tartoznak az itteni körjegyzőséghez.
Közigazgatásilag hozzá tartozik a korábban önálló Ötvös falu is, amely a központtól elkülönülten helyezkedik el, attól mintegy 2,5-3 kilométerre nyugatra.
A település területét két négy számjegyű országos közút érinti: a Keszthely északi határvidékétől egészen Jánosházáig húzódó 7331-es út, valamint az Ukktól Türjéig tartó 7337-es út. Központját azonban egyik sem érinti – a 7331-es attól nyugatra halad el, Ötvösön keresztül, a 7337-es pedig a külterület déli részén –, oda csak a 73 168-as út vezet Zalaerdőd-Hetyefő felől és a 73 173-as út Ötvös felől.

## Nevének eredete
Nevét a "jó" jelentésű szláv dobry szóból eredőnek tartják.

## Története
A település és környéke már a Római korban is lakott hely lehetett, a környékén talált régészeti leletek alapján. A mára a faluba olvadt egykori Ötvöspuszta, helyén állt egykor a török  harcokban elpusztult Árpád-kori Ötvös falu, ahol az 1970-es években 5. századi sírleletek kerültek napvilágra
A falu mai Dabronc nevét 1198-ban említették először az írott forrásokban a Türje nemzetség szállásbirtokával kapcsolatosan. Az 1200-aa években IV. Béla király ifjúkori barátjával, Türje Dénessel kapcsolatban történt említés a településről. Türje Dénes ugyanis a muhi vereség után egyike volt a király megmentőinek, s akit a király érdemei elismeréseként először szlavón bánná, majd 1246-ban Magyarország nádorává tette. A Türjén a nemzetség monostorát is ő alapításának tartják. Dabronc – legalábbis részben – az apátság birtoka lett.

### Ötvös
Ötvös, más néven Ötvöspuszta eredetére nézve ugyancsak Árpád-kori és ugyancsak a Türje nemzetség birtoka volt. A település a török időkben néptelenedett el, és csak a 18. században népesült be újra.

## Címerleírás
Dabronc község címere álló, csücskös talpú tárcsapajzs kék mezejében alul vízszintes ezüst hullámpólya, felette Szűz Máriának a "Napbaöltözött Asszony" típusú ábrázolása; a hullámpólyán nyugvó arany földgömbön, melyre ezüst kígyó tekeredik, áll a kezét imára kulcsoló Szűzanya szembefordult alakja ezüsttel, fején arany koronával, lába alatt ezüst holdsarlóval. Fejét tizenkét arany csillagból álló glória övezi, háta mögött arany Nap sugárzik. A sisak szembefordult, arannyal ékített és vörössel bélelt pántos ezüst sisak, vörössel és kékkel ékített arany heraldikai koronával. A sisakkoronából kétoldalt kihajló két arany búzakalász között egymáson harántirányban keresztbe tett két ezüst kaszapenge, ezek előtt középütt arany apostoli kettős kereszt emelkedik. Takaródíszek mindkét oldalon kék és arany.
A címer alatt lebegő, hármas tagolású, íves arany szalagon feketével nagybetűs DABRONC felirat. A településnév előtt és után egy-egy díszpont.
A címerben a község védőszentje, Gyümölcsoltó Boldogasszony szerepel az egyházi ikonográfiai hagyományoknak megfelelően, a "Napbaöltözött Asszony" típusú ábrázolással. A vallásos hit a legerősebb közösségmegtartó erő, ezért jelképezésének nagy hagyománya van. A lakosság vallására utal az apostoli kettőskereszt is. A mezőgazdasági tevékenységet a búzakalászok és kaszapengék jelképezik.
A címerben szerepel a községet átszelő Marcal-folyó ezüst hullámpólyával határolt kék pajzsláb megjelenítésén keresztül. A heraldikai fémek és színek szimbolikus jelentéstartalma a következő:
Fémek:
Arany (Nap): értelem, ész, hit, tekintély, fenség, erény, erkölcsösség.
Ezüst (Hold): bölcsesség, őszinteség, tisztaság, ártatlanság, szemérmesség.

## Közélete

### Polgármesterei
- 1990–1994: Simon Lajos (független)[3]
- 1994–1998: Simon Lajos (független)[4]
- 1998–2002: Simon Lajos (független)[5]
- 2002–2006: Simon Lajos (független)[6]
- 2006–2010: Simon Lajos (független)[7]
- 2010–2011: Simon Lajos Ödön (független)[8]
- 2012–2014: Simon Lajos (független)[9]
- 2014–2019: Simon Lajos (független)[10]
- 2019–2024: Simon Lajos (független)[11]
- 2024– : Simon Lajos (független)[1]

A településen 2012. március 11-én időközi polgármester-választást kellett tartani, mert a falut több mint húsz éven át irányító Simon Lajos polgármester az előző év végén elhunyt. A választást azonos nevű fia nyerte meg, a jelöltek aránylag magas száma ellenére (öt független jelölt közül) egymagában is a szavazatok abszolút többségét megszerezve.

## Nevezetességek
- Neogótikus temploma – 1913-1917 között épült az 1902-ben a településről Amerikába kivándoroltak anyagi segítségével. Orgonáját a pécsi Ingester József Fiai cég készítette, 2002-ben a Pintér házaspár adományából került felújításra.
- Szegedy család kastélya  és egykori mintagazdasága. A Mára már elhanyagolt állapotú kastélyban töltötte életének nagy részét Kisfaludy Sándor költő múzsája, Szegedy Róza
- Széchenyi kastély Ötvöspusztán.
- barokk műemléktemplom Ötvöspusztán, melynek falait eredeti Dorfmeister-freskó díszíti.

## Népesség
A település népességének változása:
| Lakosok száma | 425  | 420  | 400  | 360  | 413  | 397  | 393  |
|               | 2013 | 2014 | 2015 | 2021 | 2022 | 2023 | 2024 |

A 2011-es népszámlálás során a lakosok 95,7%-a magyarnak, 2,7% cigánynak, 0,4% németnek, 0,4% románnak mondta magát (4,3% nem nyilatkozott; a kettős identitások miatt az végösszeg nagyobb lehet 100%-nál). A vallási megoszlás a következő volt: római katolikus 87%, református 1,1%, evangélikus 0,2%, görögkatolikus 0,2%, felekezeten kívüli 0,7% (9,7% nem nyilatkozott).
2022-ben a lakosság 92,7%-a vallotta magát magyarnak, 1,7% németnek, 0,5% cigánynak, 0,2% görögnek, 0,2% horvátnak, 1,2% egyéb, nem hazai nemzetiségűnek (6,8% nem nyilatkozott; a kettős identitások miatt a végösszeg nagyobb lehet 100%-nál). Vallásuk szerint 62,7% volt római katolikus, 0,7% református, 0,7% evangélikus, 6,3% felekezeten kívüli (28,6% nem válaszolt).

## Híres szülöttei
- Rákosi Szidi  (1852–1935) színésznő, színházpedagógus
- Makainé Császár Margit (1931–2003) meteorológus